# El Mansouria
El Mansouria (arabiska: المنصورية) är en stad i Marocko. Den ligger i provinsen Benslimane och regionen Casablanca-Settat, 50 km sydväst om huvudstaden Rabat. Antalet invånare var 19 853 vid folkräkningen 2014.